# Mirbelia
Mirbelia es un género de plantas con flores  perteneciente a la familia Fabaceae.

## Especies
- Mirbelia aotoides F.Muell.
- Mirbelia balsiformis R.Butcher
- Mirbelia baueri (Benth.) Joy Thomps.
- Mirbelia confertiflora Pedley
- Mirbelia corallina R.Butcher
- Mirbelia densiflora C.A.Gardner
- Mirbelia depressa E.Pritz.
- Mirbelia dilatata R.Br.
- Mirbelia ferricola R.Butcher
- Mirbelia floribunda Benth.
- Mirbelia granitica Crisp & J.M.Taylor
- Mirbelia longifolia C.A.Gardner
- Mirbelia microphylla Benth.
- Mirbelia multicaulis Benth.
- Mirbelia ovata Meisn.
- Mirbelia platylobioides (DC.) Joy Thomps.
- Mirbelia pungens A.Cunn. ex G.Don
- Mirbelia ramulosa (Benth. ex Lindl.) C.A.Gardner
- Mirbelia rhagodioides Crisp & J.M.Taylor
- Mirbelia rubiifolia (Andrews) G.Don
- Mirbelia seorsifolia (F.Muell.) C.A.Gardner
- Mirbelia speciosa Sieber ex DC.
- Mirbelia spinosa Benth.
- Mirbelia stipitata Crisp & J.M.Taylor
- Mirbelia subcordata Turcz.
- Mirbelia taxifolia C.A.Gardner
- Mirbelia trichocalyx Domin
- Mirbelia viminalis (A.Cunn. ex Benth.) C.A.Gardner